# Дореволюционный Советчик
Дореволюционный Советчик (Дореволюціонный Совѣтчикъ) — русский ансамбль-варьете, специализировавшийся на пародийных кавер-версиях известных песен на «дореволюционном русском» языке.

## История группы
Проект был создан около 2009 года Вячеславом Малаховым и Дмитрием Парфирьевым и изначально существовал как юмористическое сообщество в социальной сети «ВКонтакте». В 2015 году в сообществе ВКонтакте был опубликован первый альбом («патефонная пластинка») проекта. Первый живой концерт «Дореволюціонного Совѣтчика» состоялся 6 ноября 2016 года в московском фолк-клубе Why Not.

Нашъ ансамбль созидаетъ теплыя лучинныя пародіи на современныя композиціи, перенося ихъ въ реальность Россіи 19 вѣка, какъ если бы оныя были написаны и сыграны тогда. Мы переиначиваемъ композиціи въ стилѣ «чухонскій чугунъ» и въ стилѣ «мавританскій верлибръ» на старинный ладъ, а такъ же переиначиваемъ послѣднія извѣстія, синематографическія афиши и телеграфные мемасики (какъ оные именуютъ нецѣлованные гимназисты), имѣя въ результатѣ литературно-орѳографическій паро-панкъ по-русски.— Дореволюціонный Совѣтчикъ
Релиз с одноимённым названием «Дореволюціонный совѣтчикъ» (2019) и альбом «Метаморфоз!» (2022) высоко оценил музыкальный критик Алексей Мажаев.
Автор большинства текстов песен — Вячеслав Малахов. Основным вокалистом ансамбля был Константин Новиков, лидер омской рок-группы 90-х годов «Четвёртая Высота». 13 марта 2022 года Новиков заявил об своём уходе из «Дореволюционного Советчика».

## Преследование за политические убеждения
7 августа 2023 года Вячеслав Малахов обратился к общественному движению «Команда против пыток» (бывший «Комитет против пыток», который был признан иноагентом и самоликвидировался) с жалобой на принудительное помещение в Ульяновскую психиатрическую больницу почти на месяц, куда, по словам Малахова, он был отправлен под давлением полицейских. Правозащитникам музыкант рассказал, что силовики заставили его подписать согласие на госпитализацию после того, как 14 июля 2023 года он оказался в отделе полиции города Тосно Ленинградской области, куда его забрали из-за конфликта с проводницей поезда «Санкт-Петербург — Москва». В отделе он провёл около суток, а потом под предлогом медосмотра полицейские отвезли его в клинику в посёлке Ульяновка. Там, по словам музыканта, его привязали к кровати, и в этом положении он провёл несколько дней, при этом «медсёстры периодически делали ему уколы, игнорируя просьбы о помощи и вопросы о препаратах, заставляли пить неизвестные таблетки». Вячеслав Малахов также рассказал правозащитникам, что во время психологического теста заведующая требовала указать в заключении «суицидальные наклонности и слабоумие», но получила отказ от специалиста. В истории болезни медики указали, что он «поступил, активно галлюцинируя в возбуждённом состоянии». В день выписки Малахов связался с юристами «Команды против пыток» в Санкт-Петербурге. По его словам, принудительная госпитализация была связана с тем, что он является политическим активистом, и совпала с возбуждением в отношении него административного дела о дискредитации ВС РФ за «какой-то пост во „ВКонтакте“».
31 января 2024 года автора «Дореволюционного советчика» Вячеслава Малахова задержали российские силовики из-за возбуждения против него уголовного дела о «повторной дискредитации российской армии» за антивоенный и антипутинский пост в Телеграме. 2 февраля Головинский суд Москвы арестовал Малахова до 17 марта. Следователь, аргументируя необходимость отправки Малахова в СИЗО, заявлял, что тот «на путь исправления не встал, выводы не сделал», не выдал пароли от техники, уроженец Украины и имеет «противоправную жизненную позицию». 10 февраля Райффайзенбанк заблокировал счёт, на который друзья Малахова собирали деньги, чтобы делать ему передачи в СИЗО. Причины блокировки неизвестны. Позднее срок содержания под стражей был продлён Головинским судом Москвы до 17 июня 2024 года. 11 июня 2024 года Хамовнический суд Москвы продлил срок ареста до 30 ноября 2024 года и принял решение передать дело на рассмотрение в Петроградский суд Санкт-Петербурга, несмотря на то, что Малахов признал вину в «дискредитации» российской армии (часть 1 статьи 280.3 УК РФ) и ходатайствовал о рассмотрении дела в особом порядке.
В феврале 2024 года независимый правозащитный проект «ПЗК. Мемориал» признал Вячеслава Малахова политзаключённым. В октябре 2024 года, после 9 месяцев нахождения в СИЗО, Малахов был приговорён к 2 годам заключения в колонии. С учётом времени, проведённого в СИЗО (день засчитывается за полтора), срок завершился 19 августа 2025 года. 20 августа Вячеслав Малахов вышел на свободу.

## Дискография
- In da варьетѣ (2015)
- Снаряжайте патефонъ (2017)
- Дореволюціонный совѣтчикъ (2019)
- Метаморфоз! (2022)
- Алчем метаморфоз! (vol.2) (2022)